# Afrothismia gesnerioides
Espèce
Afrothismia gesnerioides H.Maas est une espèce de plantes de la famille des Burmanniaceae et du genre Afrothismia. C'est une plante endémique du Cameroun.

## Étymologie
Son épithète spécifique gesnerioides rend hommage au naturaliste suisse du XVIe siècle, Conrad Gessner.

## Description
C'est une petite herbe rhizomateuse atteignant  10 cm.

## Distribution
On ne lui connaît qu'une seule localisation, à Nyangong (Ebolowa Ier), dans le sud du Cameroun, où le malacologiste néerlandais A.J. De Winter la récolta le 24 avril 1996 au cours de ses recherches.

## Habitat
C'est celui de la forêt tropicale, à une altitude d'environ 600 m.

## Écologie
L'espèce est menacée par l'agriculture sur brûlis. Elle est considérée comme en danger critique d'extinction (CR), car on ne lui connaît qu'une cinquantaine d'individus sur un tout petit territoire (4 km2).